# اومون
اومون((به روسی: ОМОН—Отряд мобильный особого назначения)-واحد تحرک ویژه) یک سیستم واحد نیروهای ویژه پلیس فدرال است که زیر نظر وزارت کشور روسیه فعالیت می‌کند. این نیرو در سال ۱۹۸۸ ایجاد شد و نقش مهمی در چندین درگیری مسلحانه پس از فروپاشی اتحاد جماهیر شوروی ایفا نمود.